# Noè (nome)
Noè  è un nome proprio di persona italiano maschile.

## Varianti in altre lingue
- Arabo: نوح (Nuh)[3]
- Catalano: Noè[5]
- Croato: Noa[3]
- Ebraico:  נוֹחַ (Noach)[3][6]
- Finlandese: Nooa[3]
- Francese: Noé[3][4], Noa[3]
- Greco biblico: Νωε (Noe)[3]
- Hawaiiano: Noa[3]
- Inglese: Noah[3][4][6]
- Latino: Noe[3]
- Lituano: Nojus[3]
- Olandese: Noach[3]
- Portoghese: Noé[3], Noa[4]
- Rumeno: Noe[4]
- Spagnolo: Noé[3][4][5]
- Svedese: Noak[3]
- Tedesco: Noah[3]
- Turco: Nuh[3]

## Origine e diffusione

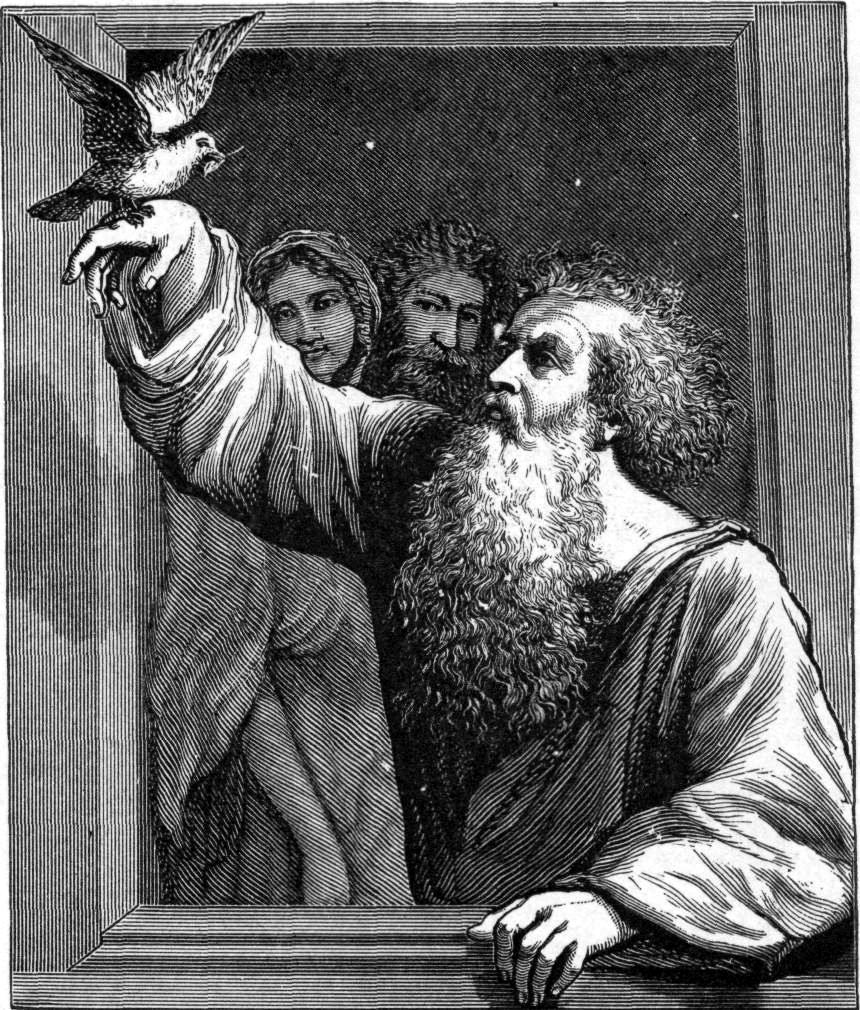
Noè libera la colomba

Si tratta di un nome biblico, portato dal patriarca Noè, al quale Dio comandò di costruire l'arca per scampare al diluvio universale. L'etimologia del nome, in ebraico נוֹחַ (Noach), non è del tutto certa; generalmente viene ricondotto alla radice נוּחַ (noach), che significa "riposo", "calma". Altre fonti propongono invece una connessione al verbo niham ("alleviare"), con il significato di "colui che ha portato sollievo".
Stando a dati pubblicati negli anni 1970, in Italia si contavano del nome circa 1.700 occorrenze, sparse prevalentemente al Nord e al Centro. È documentata, sebbene molto rara, anche la forma Nòe. Per quanto riguarda i paesi anglofoni, in Inghilterra il nome si è diffuso nelle comunità cristiane dopo la Riforma Protestante, divenendo particolarmente comune fra i Puritani; negli Stati Uniti il suo uso è cresciuto a partire dagli anni 1990, ed è stato il nome più popolare per i nuovi nati tra il 2013 e il 2016, forse anche grazie alla fama di attori bambini come Noah Hathaway e Noah Gray-Cabey.

## Onomastico
L'onomastico si festeggia generalmente il 18 novembre in memoria del già citato patriarca Noè. Con questo nome si ricorda anche san Noè Mawaggali, uno dei martiri dell'Uganda, commemorato in data 31 maggio.

## Persone
- Noè Bordignon, pittore italiano
- Noè Conti, ciclista su strada italiano
- Noè Marullo, scultore italiano
- Noè Pajetta, avvocato, partigiano e politico italiano

### Variante Noah

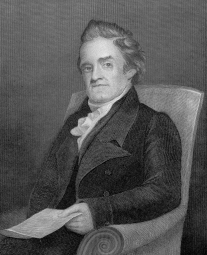
Noah Webster

- Noah Baumbach, regista, sceneggiatore, produttore cinematografico e attore statunitense
- Noah Beery Jr., attore statunitense
- Noah Falstein, autore di videogiochi statunitense
- Noah Gordon, scrittore statunitense
- Noah Gray-Cabey, attore e pianista statunitense
- Noah Hathaway, attore statunitense
- Noah Mills, supermodello e attore canadese
- Noah Ngeny, mezzofondista keniota
- Noah Ringer, attore e artista marziale statunitense
- Noah Taylor, attore britannico naturalizzato australiano
- Noah Webster, scrittore, editore, lessicografo e traduttore statunitense
- Noah Wyle, attore statunitense

### Altre varianti
- Nuh ibn Nasr, emiro persiano
- Noé Hernández, attore messicano
- Noé Jitrik, critico letterario argentino
- Noe Zhordania, politico e rivoluzionario georgiano

## Il nome nelle arti
- Noah Beckett è un personaggio della serie televisiva Papà Noè.
- Noah Bennet è un personaggio della serie televisiva Heroes.
- Noah Calhoun è il protagonista del romanzo di Nicholas Sparks Le pagine della nostra vita, e dell'omonimo film da esso tratto.
- Noah Dasari è un personaggio della serie animata A tutto reality.
- Noah Hunter è un personaggio della serie televisiva Beverly Hills 90210.
- Noah Levenstein è un personaggio della serie cinematografica American Pie.
- Noah Puckerman è un personaggio della serie televisiva Glee.